# Alan Henrique
Alan Henrique Ferreira Bastos Soares, meglio noto come Alan Henrique (Belo Horizonte, 19 giugno 1991), è un calciatore brasiliano, difensore del Penya Encarnada.

## Carriera
Ha giocato nella massima serie dei campionati portoghese, finlandese, indonesiano, albanese ed andorrano.

## Statistiche

### Presenze e reti nei club
Statistiche aggiornate al 1º giugno 2022.
| Stagione        | Squadra         | Campionato      | Campionato | Campionato | Coppe nazionali | Coppe nazionali | Coppe nazionali | Coppe continentali | Coppe continentali | Coppe continentali | Altre coppe | Altre coppe | Altre coppe | Totale | Totale |
| Stagione        | Squadra         | Comp            | Pres       | Reti       | Comp            | Pres            | Reti            | Comp               | Pres               | Reti               | Comp        | Pres        | Reti        | Pres   | Reti   |
| --------------- | --------------- | --------------- | ---------- | ---------- | --------------- | --------------- | --------------- | ------------------ | ------------------ | ------------------ | ----------- | ----------- | ----------- | ------ | ------ |
| 2011            | Vitória         | PD/BA           | 1          | 0          |                 | -               | -               |                    | -                  | -                  |             | -           | -           | 1      | 0      |
| 2012            | Vitória         | PD/BA           | 4          | 0          |                 | -               | -               |                    | -                  | -                  |             | -           | -           | 4      | 0      |
| Totale Vitória  | Totale Vitória  | Totale Vitória  | 5          | 0          |                 | -               | -               |                    | -                  | -                  |             | -           | -           | 5      | 0      |
| 2012            | Boa Esporte     | B               | 4          | 0          |                 | -               | -               |                    | -                  | -                  |             | -           | -           | 4      | 0      |
| 2013            | Botafogo-BA     | PD/BA           | 10         | 0          |                 | -               | -               |                    | -                  | -                  |             | -           | -           | 10     | 0      |
| 2014            | Duque de Caxias | A/RJ+C          | 5+3        | 0          |                 | -               | -               |                    | -                  | -                  |             | -           | -           | 8      | 0      |
| 2014-2015       | Beira-Mar       | LdH             | 31         | 1          |                 | -               | -               |                    | -                  | -                  |             | -           | -           | 31     | 1      |
| 2015-2016       | Nacional        | PL              | 5          | 0          | CP+CdL          | 1+3             | 0               |                    | -                  | -                  |             | -           | -           | 9      | 0      |
| 2017            | Inter Turku     | VL              | 26         | 4          | CF              | 3               | 1               |                    | -                  | -                  |             | -           | -           | 29     | 5      |
| 2018            | Sriwijaya       | L1              | 16         | 2          |                 | -               | -               |                    | -                  | -                  |             | -           | -           | 16     | 2      |
| 2019-2020       | Varzim          | LdH             | 13         | 2          | CP+CdL          | 2+1             | 0               |                    | -                  | -                  |             | -           | -           | 16     | 2      |
| 2020-2021       | Bylis Ballsh    | KS              | 12         | 0          | CA              | 2               | 0               |                    | -                  | -                  |             | -           | -           | 14     | 0      |
| 2021            | IFK Mariehamn   | VL              | 14         | 1          |                 | -               | -               |                    | -                  | -                  |             | -           | -           | 14     | 1      |
| 2022            | Lahti           | VL              | 4          | 0          |                 | -               | -               |                    | -                  | -                  |             | -           | -           | 4      | 0      |
| Totale carriera | Totale carriera | Totale carriera | 148        | 10         |                 | 12              | 1               |                    | -                  | -                  |             | -           | -           | 160    | 11     |